# Hendrik Brouwer
Hendrik Brouwer (1581 – 7 agosto 1643) è stato un esploratore e ammiraglio olandese e amministratore coloniale sia in Giappone sia nelle Indie Orientali Olandesi.

## L'esperienza in oriente
Si ritiene che Hendrik Brouwer sia stato il primo esploratore a navigare verso le Indie Orientali per conto della Compagnia Olandese delle Indie Orientali nel 1606.
Nel 1610, salpò nuovamente per le Indie, stavolta come comandante di tre navi. Durante questo viaggio scoprì la rotta che porta il suo nome, rotta di Brouwer, dal Sudafrica a Giava, che riduceva la durata del viaggio da un anno a circa 6 mesi, approfittando dei forti venti occidentali che spirano nei cosiddetti Quaranta ruggenti (le latitudini comprese tra i 40° e i 50° sud). Fino a quel momento, infatti, gli olandesi avevano sempre seguito la rotta tenuta dai portoghesi che costeggiavano l'Africa, Mauritius e Ceylon. Dal 1617, la Compagnia Olandese delle Indie Orientali pretese che tutte le loro navi seguissero la rotta di Brouwer.
Dopo il suo arrivo nel 1611 nelle Indie Orientali, fu spedito in Giappone per sostituire pro tempore Jacques Specx, in qualità di opperhoofd (capo supremo) a Dejima, dal 28 agosto 1612 al 6 agosto 1614: durante tale periodo, fece visita alla corte giapponese a Edo. Nel 1613 effettuò un viaggio in Siam che gettò le basi per il commercio olandese verso quel paese.
Agli inizi del 1632, fece parte della delegazione spedita a Londra per dirimere le controversie commerciali tra la Compagnia Inglese delle Indie Orientali e l'omologa compagnia olandese. Successivamente, ripartì per le Indie e il 18 aprile di quello stesso anno fu nominato governatore generale delle Indie Orientali Olandesi, sostituendo nuovamente Jacques Specx, incarico che mantenne fino al 1º gennaio 1636. Anthony van Diemen fu il suo assistente per tutto il periodo e molte delle esplorazioni olandesi nell'Oceano Pacifico fatte sotto il comando di Van Diemen furono suggerite per iscritto da Brouwer prima di lasciare l'incarico.

## La spedizione di Valdivia
Nel 1642, la Compagnia Olandese delle Indie Orientali si unì alla Compagnia Olandese delle Indie Occidentali per organizzare la spedizione in Cile che doveva stabilire una base per il commercio dell'oro presso le rovine abbandonate di Valdivia.
La flotta salpò dal Brasile olandese dove Giovanni Maurizio di Nassau si interessò del rifornimento delle navi. Mentre doppiavano Capo Horn, la spedizione stabilì come l'Isola degli Stati non faceva parte della ipotetica Terra Australis.
Sbarcato sull'isola di Chiloé, Brouwer strinse degli accordi con i Mapuche (conosciuti all'epoca con il nome di Araucani) finalizzato all'insediamento in Valdivia. Ma il 7 agosto 1643, Hendrik Brouwer morì all'età di 62 anni, prima di arrivare a destinazione, sostituito dal vice-ammiraglio Elias Herckman, che sbarcò presso le rovine di Valdivia il 24 agosto.
Brouwer fu sepolto nel nuovo insediamento che Herckman ribattezzò Brouwershaven in suo onore. Herckman e i suoi uomini occuparono il luogo solo fino al 28 ottobre del 1643.
Venuto a sapere che gli olandesi stavano progettando di ritornare sul posto, nel 1644 il viceré spagnolo in Perù spedì 1000 uomini su venti navi (e 2000 uomini via terra, che non giunsero mai a destinazione) per prendere possesso di Valdivia, fortificandola. I soldati spagnoli della guarnigione disseppellirono e bruciarono i resti di Brouwer..